# Persoonia bowgada
Persoonia bowgada är en tvåhjärtbladig växtart som beskrevs av Peter Henry Weston. Persoonia bowgada ingår i släktet Persoonia och familjen Proteaceae. Inga underarter finns listade i Catalogue of Life.